# Hora 25 (programa de radio)
Hora 25 es un programa de radio de la Cadena SER que se emite de lunes a viernes de 20:00 a 23:30. Se comenzó a emitir en 1972, creado por Manuel Martín Ferrand. Su eslogan era «con las noticias que nos brinda Radio Nacional de España» y con la etiqueta de «un programa de cuestiones actuales». Ha tenido diversos presentadores. Desde 2021 es presentado por Aimar Bretos.

## Historia

### Inicios

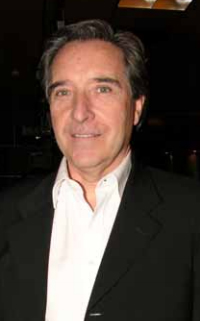
Iñaki Gabilondo dirigió Hora 25 entre 1978 y 1980

Estrenado el 31 de enero de 1972, durante la primera etapa del programa aún se vivía en un régimen de censura informativa. Estaba dirigido por Manuel Martín Ferrand y en aquel tiempo destacaron las voces, entre otros, de Juana Ginzo en la presentación, así como la colaboración de los periodistas Javier Roch, Castelló Rovira, José Joaquín Iriarte, Basilio Rogado y Manolo Alcalá.
Emitido hasta 1974 de doce a una de la madrugada, el programa contaba con tres partes: el resumen informativo, con las noticias de Radio Nacional de España, los deportes con José María García y la denominada Recta final, o pequeña tertulia sobre asuntos de actualidad.
Martín Ferrand permaneció en la dirección hasta 1975, cuando que fue sustituido sucesivamente por Miguel Ángel Gozalo (1975-1976), Basilio Rogado (1975-1978), Iñaki Gabilondo (1978-1980) y José Joaquín Iriarte (1980-1981).

### Iñaki Gabilondo (1980)
La noche del 23 de febrero de 1981, con el Intento de golpe de Estado, se produjo la más larga emisión de Hora 25; se narraron en directo los acontecimientos, con un equipo encabezado por Javier González Ferrari y Fernando Ónega desde los estudios de la calle Gran Vía de Madrid y Antonio Jiménez   y José María García en una unidad móvil frente al Congreso de los Diputados tomado por los golpistas.
En noviembre de 1981, José María García abandona el programa y la emisora, para incorporarse a la entonces recién creada Antena 3 Radio.
En 1982, siendo líder de audiencia de su franja horaria, la dirección del programa pasa a Manuel Antonio Rico. Se altera la estructura, iniciando el espacio con una entrevista sobre a un político, seguido de un repaso a la actualidad nacional e internacional por Fernando Ónega y con el tiempo dedicado al deporte, que se vio reducido a media hora. Otros periodistas que colaboraron en esta etapa incluyen a Antonio Jiménez, Oscar García, Maribel Pérez Barrios.
El 1 de septiembre de 1985 Fermín Bocos se hizo cargo del espacio, en el que fue su retorno a la Cadena SER.
En febrero de 1987 Julio César Iglesias es designado director del programa. Durante esa etapa, se incorpora la mini-sección de entrevistas Punto y aparte, que conduce Manuel Campo Vidal.
Tan solo siete meses después, en septiembre de 1987, Campo Vidal pasaba a ocupar la dirección y presentación del programa. Campo Vidal permaneció en el programa hasta 1992.

### Carlos Llamas (1992-2007)

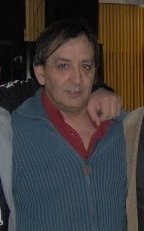
Carlos Llamas, presentador y director de Hora 25 durante 15 años

Hasta la temporada diciembre de 2007 el programa contaba con un informativo previo llamado "Hora 20" (de 20 a 20:30) presentado y dirigido por el subdirector de Hora 25, espacio que contaba con un avance de los contenidos de "Hora 25" y en los últimos años con una columna radiofónica llamada "El Blog de Carlos Llamas". La programación continuaba con "SER Deportivos" (de 20:30 a 21), los magacines "De Nueve a Nueve y Media" (lunes a jueves de 21 a 21:30) y "La Hora Extra" (viernes de 21 a 21:30). "Hora 25" empezaba a las 21:30 con el informativo especializado en economía "Hora 25 de los Negocios" hasta las 22. De 22 a 24 el programa incluía un noticiario de 30 minutos y una tertulia de actualidad.
Durante esta etapa, el programa tuvo como subdirector a Javier del Pino hasta 1997 y Miguel Ángel Oliver (1997-2000) y contó entre sus colaboradores con los periodistas Miguel Ángel Aguilar, Félix Bayón, Santiago Belloch, José María Brunet, Carlos Carnicero, Marta Reyero, Emilio Contreras, Carlos Mendo, José María Ridao, Josep Ramoneda y María Esperanza Sánchez.
En la temporada 2006/07 a Carlos Llamas se le detectó un cáncer de garganta, lo cual le obligó a ausentarse de las ondas. Durante unas semanas fue sustituido por el subdirector del programa, Javier Casal, sin embargo, la dirección de la Cadena SER tras confirmar que la baja laboral se prolongaría durante meses decidió nombrar a José Antonio Marcos, director de "Hora 14" y antiguo subdirector de "Hora 25", como director temporal y a Miguel Ángel Muñoz Encinas, subdirector de "Hora 14", como subdirector interino (Javier Casal se hizo cargo durante este tiempo de "Hora 14"). En junio de 2007, Carlos Llamas regresó al programa por última vez hasta finales de mes, momento en que adelantó sus vacaciones que habitualmente tomaba a mediados de julio.
Durante el verano de 2007 Llamas sufrió una recaída de su enfermedad, lo cual hubiera retrasado su vuelta a las ondas en la nueva temporada 2007/08; etapa en la que "Hora 25" amplió su emisión en 30 minutos (de 21 a 21:30), tras la supresión del espacio "De Nueve a Nueve y Media" y la inclusión del magacín cultural de los viernes "La Hora Extra" como sección del programa. Desgraciadamente Llamas no consiguió recuperarse de su recaída y tras su muerte la dirección de la Cadena SER decidió prorrogar la dirección interina del subdirector Javier Casal sine die, que ya dirigía el programa ininterrumpidamente desde julio de 2007.

### Àngels Barceló (2008-2019)
El 15 de noviembre de 2007 durante la asamblea anual de directores de la Cadena SER fue elegida como nueva directora Àngels Barceló, entonces directora y presentadora del magacín matinal del fin de semana "A vivir que son dos días", labor que desarrolla desde el 7 de enero de 2008.
La nueva directora prometió una renovación del histórico programa radiofónico, destacando que el programa adelantó su inicio a las 20h  suprimiéndose los programas "Hora 20","SER Deportivos", "La Hora Extra" y "Hora 25 de los Negocios", compitiendo así en igualdad horaria con los programas homólogos de la competencia (La Linterna de la COPE, La Brújula de Onda Cero, 24 Horas de RNE y De Costa a Costa de Punto Radio).
Si algo ha caracterizado esta nueva etapa del programa es que ha estado allí donde se producía la noticia. Hora 25 ha emitido especiales en directo desde Egipto por la caída de Hosni Mubarak, en Kiev durante la revolución de Ucrania, en Marruecos, en los Alpes franceses tras la catástrofe del avión de Germanwings, en Italia tratando el problema de la inmigración o en La Habana para analizar lo que significa volver a tener relaciones con Estados Unidos.
En 2012, el programa ha sido galardonado con el Micrófono de Oro en la categoría de radio, que otorga la Federación de Asociaciones de Radio y Televisión en Ponferrada.

### Pepa Bueno (2019-2021)
El 5 de junio de 2019, la Cadena SER informó que, a partir del 2 de septiembre de ese año, Pepa Bueno relevaría a Àngels Barceló al frente del programa.

### Aimar Bretos (2021-)
El 27 de julio de 2021 se anunció que Pepa Bueno pasaría a ser la directora del periódico El País, por lo tanto Aimar Bretos sería el nuevo presentador del programa.

## Equipo (2021/2022)
- Director: Aimar Bretos
- Hora 25 Deportes: Jesús Gallego
- Hora 25 de los negocios': Javier Ruiz
- Cuelga tú: Manuel Jabois
- Las 20 de Hora 25: Aimar Bretos
- Hora 25 de 22.00 a 23.30: Enric Juliana, Lucía Méndez, Pablo Simón, Manuel Jabois, Cristina Monge, Elisa de la Nuez, Xavier Vidal Folch, Manuel Rico, Manuela Carmena, Juan Manuel de Prada, José Antonio Zarzalejos, Fernando Garea, Esther Palomera, Isabel Morillo, Jesús Maraña, Elisa de la Nuez, Carlos E. Cué, Carmen Ramírez de la Ganuza.
- El ágora de Hora 25: Pablo Iglesias, Carmen Calvo, José Manuel García Margallo
- El análisis: Xavier Vidal-Folch
- Punto y 25: Soledad Gallego-Díaz y Joaquín Estefanía

## Secciones (2011/2012)[actualizar]
- Noticias de las 20:00h: avance informativo con Àngels Barceló y toda la actualidad informativa nacional e internacional con Pedro Blanco, hasta las 20:25. Incluye una desconexión con información autonómica y local de 20:25 a 20:30.
- Hora 25 deportes: toda la información deportiva con Francisco Jose Delgado, hasta las 21. En Cataluña la sección deportiva solo se emite en la red OM, mientras en la red FM se emite Hora 25 Esports con Edu Polo, jefe de deportes de Ràdio Barcelona.
- Noticias de las 21:00h: resumen informativo, de 21 a 21:05.
- Revista de Actualidad: tiempo para los temas más sociales, económicos, para la cultura, para el debate, las entrevistas y la participación de los oyentes, de lunes a jueves de 21:05 a 22.
- Hora 25 Global: tiempo para el análisis de actualidad internacional con prestigiosos invitados, los viernes de 21 a 22. Esta sección se emite simultáneamente y en colaboración con las emisoras de radio latinoamericanas y estadounidenses de Unión Radio.
- Noticias de las 22:00h: toda la actualidad informativa nacional e internacional con Àngels Barceló y su equipo de redactores, hasta las 22:30.
- La Canción de Hora 25: para introducir la tertulia, el programa selecciona una canción. A las 22:30.
- Tertulia: el debate y el análisis de la actualidad de la mano de destacados periodistas, juristas y economistas, de 22:35 a 23 y de 23:05 a 23:30. Miguel Ángel Muñoz Encinas se encarga de resumir la opinión de los oyentes.
- Noticias de las 23:00h: resumen informativo, de 23 h a 23:05. Incluye el avance de El Larguero con Carlos Bustillo.
- Revista de Prensa: Fernando Delgado adelanta los titulares y los editoriales de los periódicos del día siguiente junto con los comentarios de los contertulios. De 23:30 a 23:50.
- El Dietario de Ramoneda: también llamado La Columna, es un monólogo de Josep Ramoneda acerca de la actualidad. A las 23:50.
- Noticiario del fin de semana: resumen semanal de la información nacional e internacional con Esther Bazán y su equipo de redactores, de 23:00 a 23:30. Incluye un avance de los titulares de prensa.

## Secciones (2014/2015)[actualizar]
- Tramo de las 20 horas: avance informativo con Àngels Barceló y toda la actualidad informativa con Pedro Blanco, hasta las 20:25. Incluye una desconexión con información autonómica y local de 20:25 a 20:30.
- Hora 25 Deportes: Toda la información deportiva con Aitor Gómez, de 20:30 hasta las 21.
- Tramo de las 21 horas: Comienza con un rápido resumen de la jornada con Àngels Barceló. Los martes, miércoles y jueves sigue con el análisis de un asunto de actualidad, ya sea político, social, económico o internacional.
- La mesa de políticos: Los lunes, la hora de las 9, se dedica a debatir con los políticos la actualidad de España y del Mundo. En ella participan Gabriel Elorriaga (PP),  Meritxell Batet(PSOE), Gaspar Llamazares (IU), Íñigo Errejón (Podemos), Irene Lozano (UPyD), Carles Campuzano (CIU) y Emilio Olabarría (PNV).
- La Hora de la Cultura: Los viernes, la hora de las 9, gira en torno a la cultura. Cuando algún cantante acude al programa suele tocar en directo algún tema de su nuevo disco. Cierra este tramo los viernes la gastronomía con la colaboración de Martín Berasategui.
- La firma de Ángels Barceló: La hora de las 10 siempre se abre con la opinión de la directora del programa sobre alguna cuestión que haya dejado la actualidad.
- El tramo de las 22 horas: Nuevo repaso a la actualidad de la jornada con entrevistas a sus protagonistas. En ocasiones incluye debates con la participación de expertos en el tema que se esté tratando.
- La cultura: De lunes a jueves poco antes de las 11 tiempo para la cultura y la música. Los viernes esta sección empieza a las 23:35.
- El tramo de las 23 horas: Tiempo para el análisis y la reflexión de la jornada de la mano de 3 periodistas que cada día se turnan.
- El dietario de Ramoneda: Un clásico de Hora 25. De lunes a jueves, a las 23:48, el periodista Josep Ramoneda se encarga de dar la última opinión de la noche. Los viernes esta sección se adelanta a las 23:30.
- Resumen y repaso a las previsiones de la jornada siguiente: Pocos minutos antes de acabar Hora 25 Pedro Blanco ofrece de nuevo a los oyentes un breve repaso en forma de titulares de lo más destacado del día y adelanta alguna de las cosas que al día siguiente van a ser noticia.
- Los toros: Desde mayo de 2015, los viernes Hora 25 cierra el programa con un breve repaso a la actualidad taurina con Manuel Molés.